# 庫亞韋諾縣
庫亞韋諾縣（西班牙語：Cantón Cuyabeno），是厄瓜多爾的縣份，位於該國東北部，由蘇昆比奧斯省負責管轄，面積3,875平方公里，2001年普查人口總數為6,643人，人口密度每平方公里1.71人。